# Moshk
Moshk (persiska: مشگ, مشک) är en ort i Iran.   Den ligger i provinsen Kerman, i den sydöstra delen av landet, 1 000 km sydost om huvudstaden Teheran. Moshk ligger 840 meter över havet och antalet invånare är 690.
Terrängen runt Moshk är platt. Runt Moshk är det glesbefolkat, med 14 invånare per kvadratkilometer. Närmaste större samhälle är Ḩoseynābād-e Posht-e Rūd, 12,7 km nordost om Moshk. Trakten runt Moshk är ofruktbar med lite eller ingen växtlighet.